# جاده ۵۰ ایالات متحده آمریکا
جاده ۵۰ ایالات متحده آمریکا (انگلیسی: U.S. Route 50) یکی از بزرگراه‌های اصلی سیستم بزرگراهی ایالت متحده آمریکا است که به طول ۴۹۴۶ کیلومتر از اووشن سیتی، مریلند شروع و در وست ساکرامنتو، کالیفرنیا به پایان می‌رسد. این بزرگراه شرق آمریکا را به غرب این کشور متصل می‌کند.

## نگارخانه

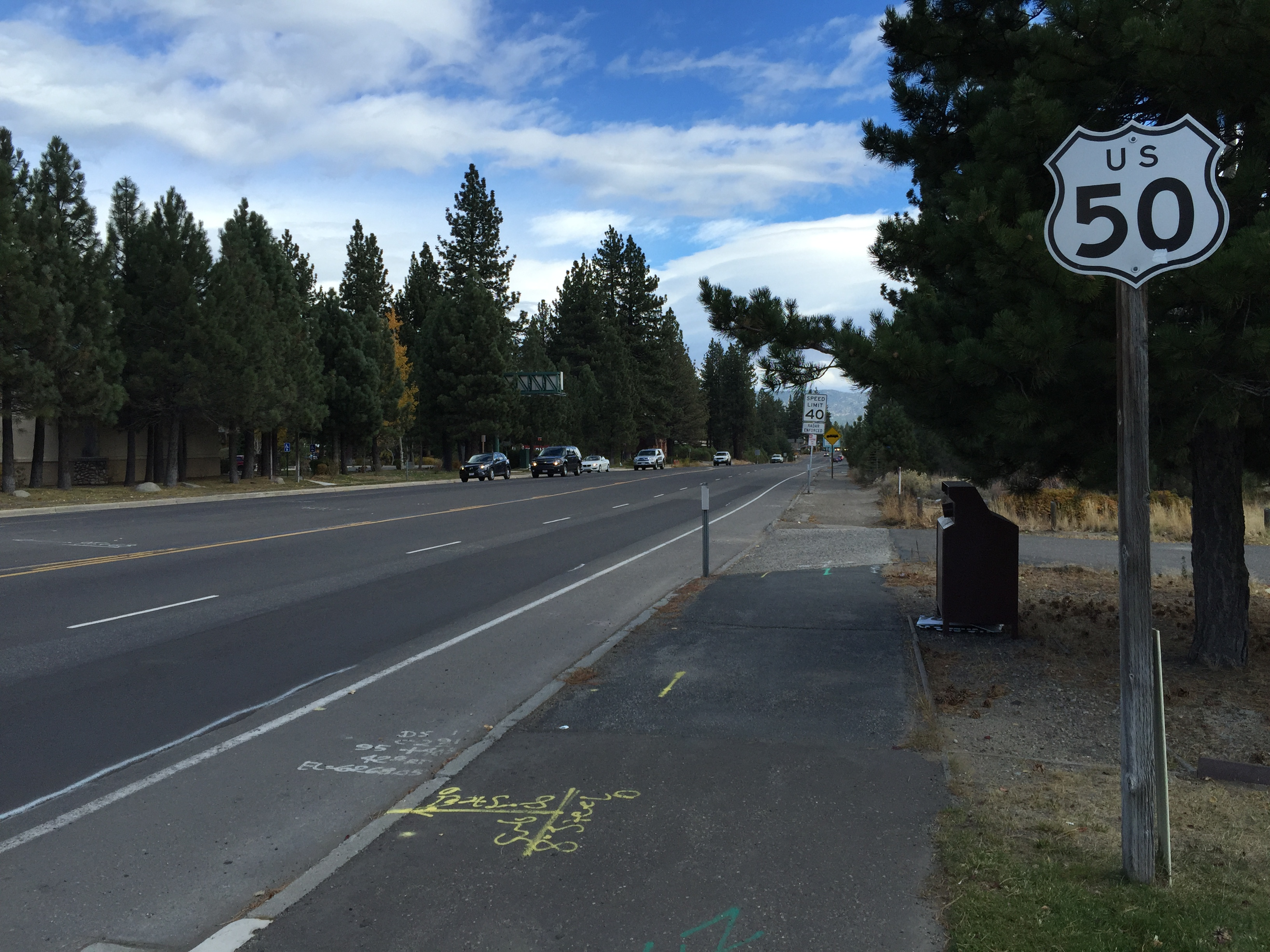
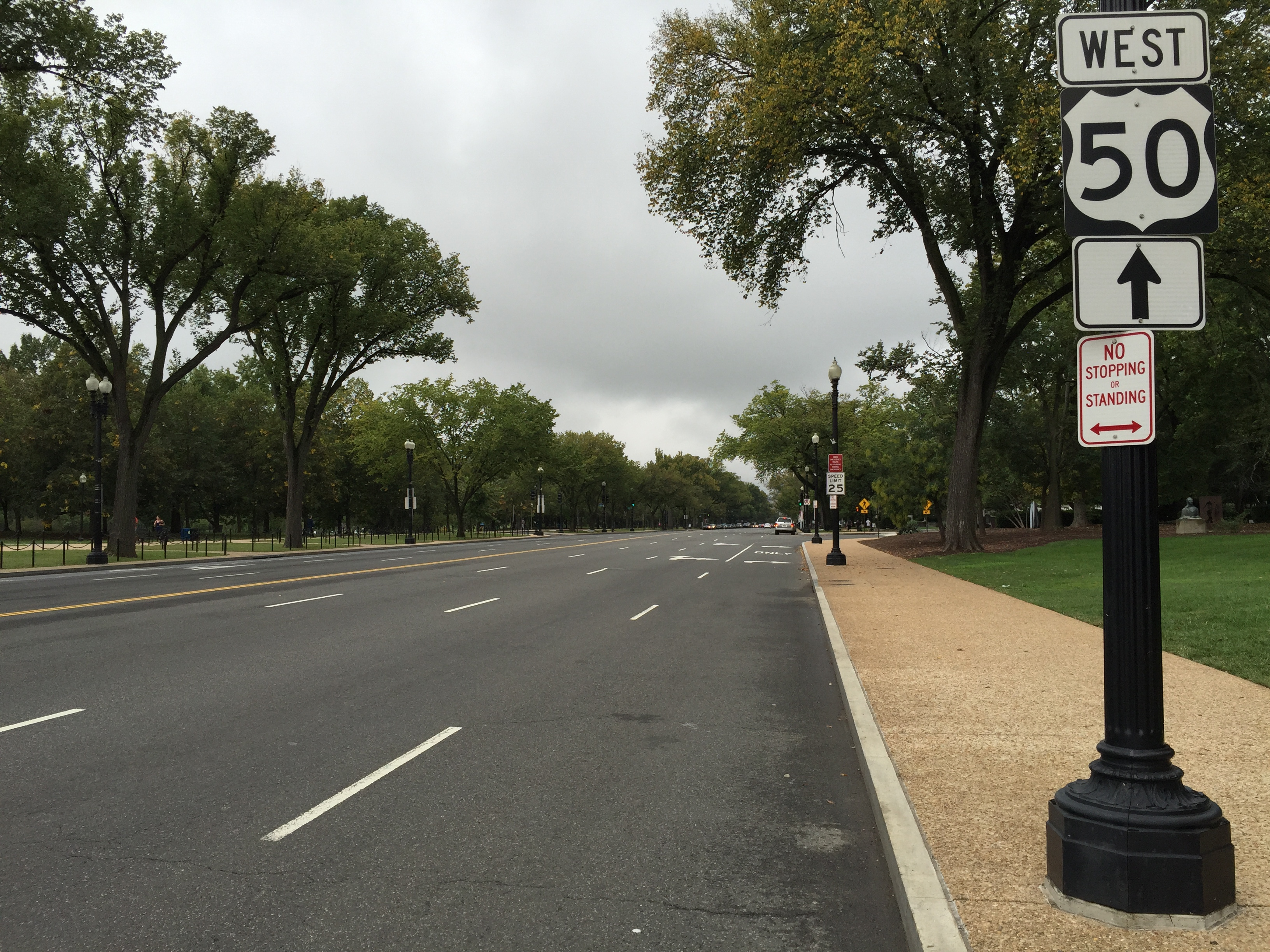
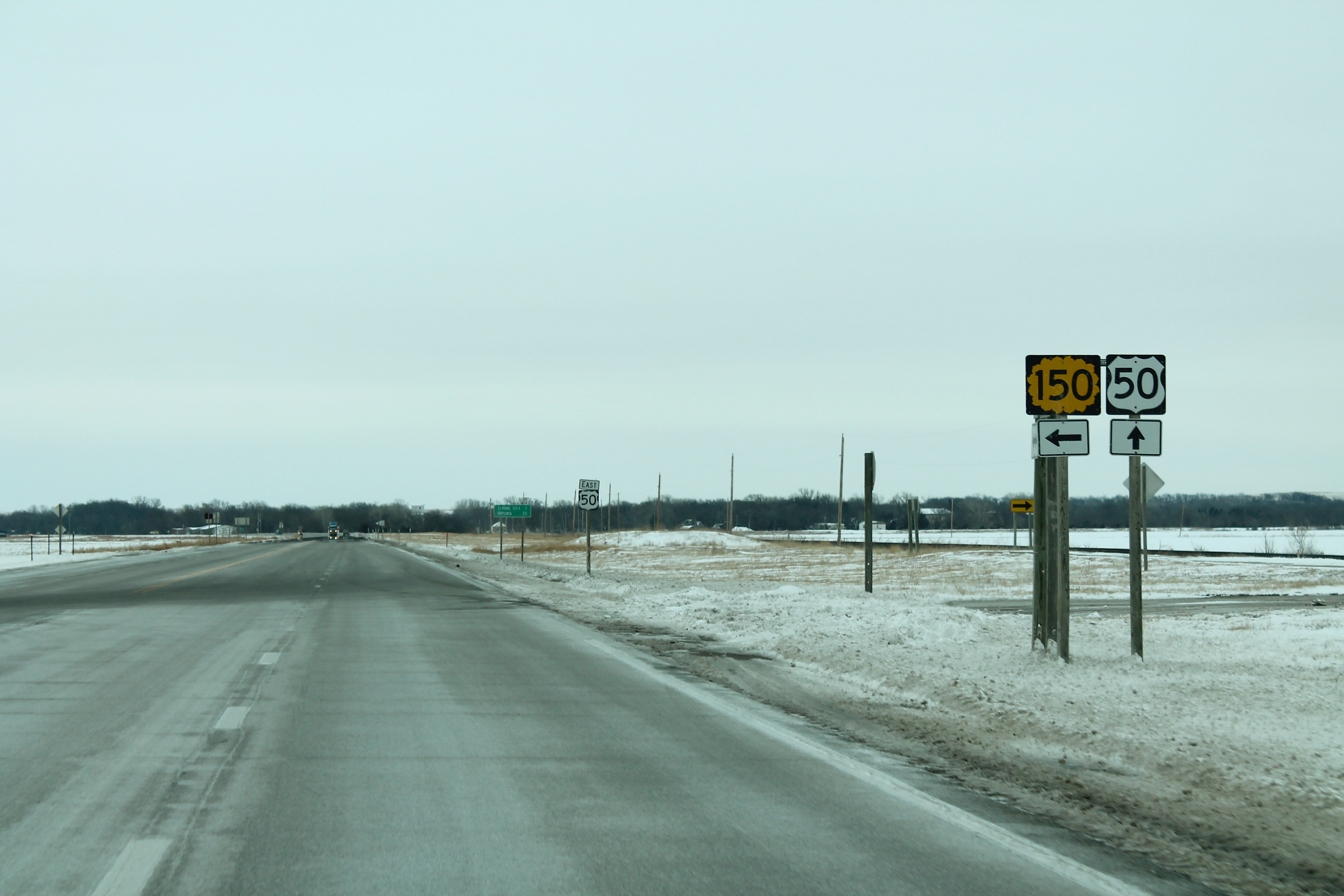
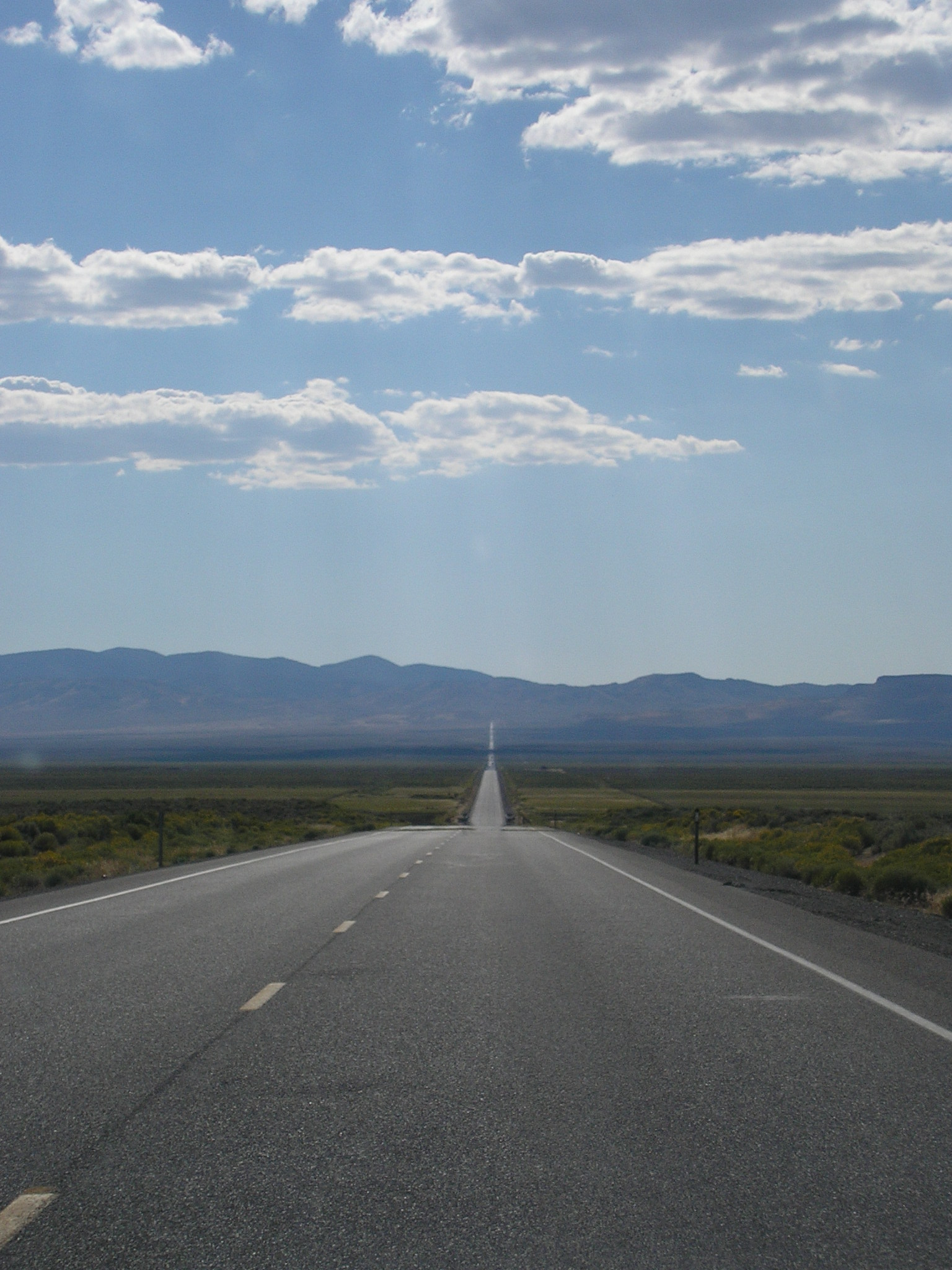